# Intel 8255

Patilles del i8255

El Intel 8255 (o i8255) Programmable Peripheral Interface (PPI: Interfície Programable de Perifèrics) és un xip controlador de perifèrics desenvolupat originalment per al microprocessador Intel 8085, i com tal membre d'una gran llista de xips coneguda com la Família MCS-85. Aquest xip va ser utilitzat posteriorment amb el Intel 8086 i els seus successors. Va ser fabricat (clonat) més tard per molts altres fabricants. Es presenta en un encapsulat DIP de 40 pins (o patilles), i una versió del 82C55A en encapsulat PLCC (Plastic Leaded Chip Carrier) de 44 pins.
Aquest xip s'utilitza perquè la UCP accedeixi al port paral·lel programable d'E/S, i és molt similar a altres xips com el Motorola 6520 PIA (Peripheral Interface Adapter), el MOS Technology 6522 (Versatile Interface Adapter) i el MOS Technology CIA (Complex Interface Adapter), tots desenvolupats per a la família d'UCPs 6502. Altres xips similars són el 2655 Programmable Peripheral Interface per la família d'UCPs Signetics 2650, el 6820 PIO (Peripheral I/O) per al Motorola 6800, el Western Digital WDC 65C21 (un 6520 millorat), i molts altres.
El 8255 es va utilitzar en els ordinadors domèstics Spectravideo SVI-318, Spectravideo SVI-328 i en totes les generacions MSX, però és potser més conegut pel seu ús en el port paral·lel d'impressora original de l'IBM PC (avui substituït en els ordinadors personals per l'USB, i considerat un legacy port).
No obstant això, en la majoria dels casos la funcionalitat que ofereix el 8255 no está implementat mitjançant el mateix xip, sinó encastast en xips de circuits integrats a molt gran escala com una de les seves funcions. El xip 8255 encara es fabrica, i s'utilitza juntament amb un microcontrolador per a expandir les capacitats d'entrada/eixida d'est.
El 8255 disposa d'un buffer bidireccional triestat de 8 bits que utilitza per a interaccionar amb el bus de dades del sistema. Les dades són transmesos o rebuts pel buffer després de l'execució d'instruccions d'entrada o eixida per la UCP. Les paraules de control i la informació d'estat també són transferits a través del buffer.
El 8255 conté tres ports de 8 bits (A, B i C). Tots pot configurar-se en una àmplia varietat de característiques funcionals pel programari del sistema, però cadascun té les seves pròpies característiques especials o personalitat per a millorar encara més el poder i la flexibilitat del 8255.